# Charlize Theronová
Charlize Theronová (nepřechýleně Theron; * 7. srpna 1975 Benoni, Jihoafrická republika) je jihoafricko-americká herečka, filmová producentka a modelka, známá rolemi v biografickém filmu Zrůda, za který obdržela Oscara a Zlatý glóbus a z filmů Pravidla moštárny, Hancock, Šílený Max: Zběsilá cesta a Rychle a zběsile 8. V roce 2016 se objevila na seznamu sta nejvlivnějších osobností podle magazínu Time.

## Dětství a mládí
Křestní jméno dostala po svém otci Charlesovi Theronovi.
Vyrůstala na farmě v malém městečku Benoni. V dětství měla ráda balet, díky němuž již ve 14 letech o ni projevili zájem modelingoví agenti. Otec byl alkoholik, který její matku fyzicky napadal. Ta však manžela v sebeobraně zabila za přítomnosti tehdy 15leté dcery. Budoucí herečka byla na doporučení lékařů poslána studovat balet do Spojených států. Modelingovou kariéru zahájila v Miláně. Při focení v New Yorku se rozhodla, že ve městě zůstane. Dále pokračovala ve studiu baletu na Joffrey School. V New Yorku také získala stálé angažmá, ale po zranění kotníku musela opustit plány na baletní dráhu. Následně se definitině rozhodla pro filmovou dráhu.

## Kariéra
Byla objevena čirou náhodou, když ztropila scénu v bance, kde ji nechtěli proplatit šek, protože u nich neměla účet. Oslovil ji castingový manažer a Charlize ho zaujala natolik, že jí svěřil její první roli.
Zahrála si ve filmech Drsný a drsnější, Ďáblův advokát, Celebrity, Pravidla moštárny. Pro svoji nejznámější roli ve filmu Zrůda, musela v roce 2003 přibrat 15 kg. Za tuto roli vražedkyně také obdržela Oscara.
Nominována byla na Zlatou malinu za nejhorší herecký výkon ve filmu Æon Flux. Její honoráře se vyšplhaly na 10 milionů USD.

## Osobní život
Partnerský vztah udržovala se zpěvákem Stephanem Jenkinsem a poté také s George Clooneym. Do roku 2010 byl jejím přítelem irský herec Stuart Towsend. Několik let platonicky milovala Toma Hankse, jenž ji obsadil do svého režijního debutu To je náš hit!. Od prosince 2013 udržovala partnerský vztah s hercem Seanem Pennem. V prosinci 2014 dvojice oznámila zasnoubení, ovšem v červnu následujícího roku vztah herečka ukončila.
Theronová má dvě adoptované děti, přičemž syna Jacksona si osvojila v březnu 2012 a dceru Augustu poté v červenci 2015.
Roku 1999 se také svlékla pro pánský časopis Playboy. V roce 2005 obdržela hvězdu na hollywoodském chodníku slávy.

## Filmografie

### Herečka

#### Film

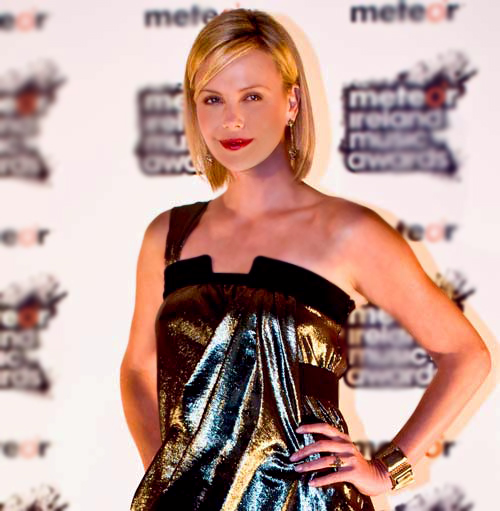
Charlize Theronová, Meteor Ireland Music Awards 2008

| Rok  | Název                              | Role                   | Poznámky                 |
| ---- | ---------------------------------- | ---------------------- | ------------------------ |
| 1995 | Kukuřičné děti 3: Sklizeň ve městě | Následovnice Ely       |                          |
| 1996 | Drsný a drsnější                   | Helga Svelgen          |                          |
| 1996 | To je náš hit!                     | Tina Powers            |                          |
| 1997 | Ještě blbější                      | Billie Tyler           |                          |
| 1997 | Ďáblův advokát                     | Mary Ann Lomax         |                          |
| 1998 | Celebrity                          | Supermodel             |                          |
| 1998 | Velký Joe                          | Jill Young             |                          |
| 1999 | Astronautova žena                  | Jillian Armacost       |                          |
| 1999 | Pravidla moštárny                  | Candy Kendall          |                          |
| 2000 | Falešná hra                        | Ashley Mercer          |                          |
| 2000 | Temná zákoutí                      | Erica Stoltz           |                          |
| 2000 | Ten nejlepší                       | Gwen Sunday            |                          |
| 2000 | Legenda o slavném návratu          | Adele Invergordon      |                          |
| 2001 | Listopadová romance                | Sara Deever            |                          |
| 2001 | 15 minut                           | Rose Hearn             |                          |
| 2001 | Prokletí žlutozeleného škorpióna   | Laura Kensington       |                          |
| 2002 | 24 hodin                           | Karen Jennings         |                          |
| 2002 | Probuzení v Renu                   | Candy Kirkendall       |                          |
| 2003 | Loupež po italsku                  | Stella Bridger         |                          |
| 2003 | Zrůda                              | Aileen Wuornosová      |                          |
| 2004 | Hlava v oblacích                   | Gilda Bessé            |                          |
| 2005 | Její případ                        | Josey Aimes            |                          |
| 2005 | Aeon Flux                          | Æon Flux               |                          |
| 2007 | V údolí Elah                       | Det. Emily Sanders     |                          |
| 2007 | Vzpoura v Seattlu                  | Ella                   |                          |
| 2008 | Opravdový život                    | Joleen Reedy           |                          |
| 2008 | Hancock                            | Mary Embrey            |                          |
| 2008 | Spálené životy                     | Sylvia                 |                          |
| 2009 | Cesta                              | Manželka               |                          |
| 2009 | Astro Boy                          | Vypravěčka (hlas)      |                          |
| 2011 | Znovu a jinak                      | Mavis Gary             |                          |
| 2012 | Sněhurka a lovec                   | Královna Ravenna       |                          |
| 2012 | Prometheus                         | Meredith Vickers       |                          |
| 2014 | Všechny cesty vedou do hrobu       | Anna                   |                          |
| 2015 | Temné kouty                        | Libby Day              |                          |
| 2015 | Šílený Max: Zběsilá cesta          | Imperator Furiosa      |                          |
| 2016 | Lovec: Zimní válka                 | Královna Ravenna       |                          |
| 2016 | Poslední tvář                      | Wren Petersen          |                          |
| 2016 | Kubo a kouzelný meč                | Opice/Sariatu (hlas)   |                          |
| 2017 | Atomic Blonde: Bez lítosti         | Lorraine Broughton     |                          |
| 2017 | Rychle a zběsile 8                 | Cipher                 |                          |
| 2018 | Tully                              | Marlo                  |                          |
| 2018 | Gringo: Zelená pilule              | Elaine Markinson       |                          |
| 2019 | Srážka s láskou                    | Charlotte Field        |                          |
| 2019 | Šokující odhalení                  | Megyn Kellyová         |                          |
| 2019 | Addamsova rodina                   | Morticia Addams (hlas) | také výkonná producentka |
| 2020 | Rychle a zběsile 9                 | Cipher                 |                          |
| 2020 | Old Guard: Nesmrtelní              | Andy                   |                          |
| 2021 | Addamsova rodina 2                 | Morticia Addams (hlas) |                          |
| 2022 | Škola dobra a zla                  | Leonora Lesso          |                          |
| 2023 | Rychle a zběsile 10                | Cipher                 |                          |
| 2024 | The Old Guard 2                    | Andy                   |                          |

#### Televize
| Rok  | Název                        | Role                                       | Stanice    | Poznámky                                |
| ---- | ---------------------------- | ------------------------------------------ | ---------- | --------------------------------------- |
| 1997 | Přísně tajný Hollywood       | Sally Bowen                                | UPN        | televizní film                          |
| 2000 | Saturday Night Live          | Moderátorka                                | NBC        | díl: „Charlize Theron / Paul Simon“     |
| 2004 | Život a smrt Petera Sellerse | Britt Ekland                               | HBO        | televizní film                          |
| 2005 | Arrested Development         | Rita Leeds                                 | Fox        | 5 dílů                                  |
| 2006 | Robot Chicken                | Danielova matka / Matka / Servírka (hlasy) | Adult Swim | díl: „Book of Corrine“                  |
| 2014 | Saturday Night Live          | moderátorka                                | NBC        | díl: „Charlize Theron / The Black Keys“ |
| 2017 | The Orville                  | Pria Lavesque                              | Fox        | díl: „Pria“                             |

### Producentka

#### Film
| Rok  | Název                      | Poznámky          |
| ---- | -------------------------- | ----------------- |
| 2003 | Zrůda                      | producent         |
| 2006 | East of Havana             | producent         |
| 2008 | Opravdový život            | producent         |
| 2008 | Spálené životy             | výkonný producent |
| 2011 | Znovu a jinak              | producent         |
| 2015 | Temné kouty                | producent         |
| 2016 | Brain on Fire              | producent         |
| 2017 | Atomic Blonde: Bez lítosti | producent         |
| 2018 | Tully                      | producent         |
| 2018 | A Private War              | producent         |
| 2018 | Gringo: Zelená pilule      | producent         |
| 2019 | Srážka s láskou            | producent         |
| 2019 | Murder Mystery             | výkonný producent |
| 2019 | Bombshell                  | producent         |
| 2019 | Addamsova rodina           | výkonný producent |
| TBA  | The Old Guard              | producent         |
| TBA  | Two Eyes Staring           | producent         |
| TBA  | Atomic Blonde 2            | producent         |

#### Televize
| Rok       | Název              | Poznámky          |
| --------- | ------------------ | ----------------- |
| 2013      | Hatfields & McCoys | výkonný producent |
| 2017      | Girlboss           | výkonný producent |
| 2017–2019 | Mindhunter         | výkonný producent |
| 2019      | Hyperdrive         | výkonný producent |